# Luís Augusto Palmeirim

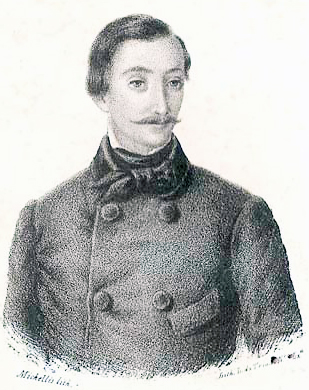
Luís Augusto Palmeirim

Luís Augusto Palmeirim, född 1825, död 1893, var en portugisisk skald.
Palmeirim tjänstgjorde några år som officer och fick därefter en syssla vid ministeriet för offentliga arbeten samt blev medlem av kungliga akademien i Lissabon. Hans progressistiskt politiska diktsamling Poesias (1851; flera upplagor) tillvann honom hedersnamnet "Portugals Béranger". Palmeirim författade vidare Galeria de figur as portuguezas (1878), Os excentricos do meu tempo (1891), lustspel på vers med mera. 